# Franz Merkhoffer
Franz Merkhoffer (* 29. November 1946 in Dettum) ist ein ehemaliger deutscher Fußballspieler. Er spielte als Abwehrspieler in der 1. Bundesliga für Eintracht Braunschweig, wurde dort von 1968 bis 1984 insgesamt 419-mal eingesetzt und erzielte dabei 22 Tore.

## Laufbahn
Zu Eintracht Braunschweig kam Merkhoffer 1967 und spielte mit deren Amateurmannschaft 1967/68 in der Landesliga Niedersachsen. Zuvor spielte er für den MTV Dettum und die Amateure des Hamburger SV. Zur Saison 1968/69 wurde er wie auch Stürmer Jaro Deppe von den Eintracht-Amateuren in den Lizenzspielerkader von Trainer Helmuth Johannsen aufgenommen. Der Bundesligakader wurde noch zusätzlich durch die Neuzugänge Bernd Dörfel und Hartmut Weiß verstärkt. Die ersten Minuten in der Bundesliga erlebte der defensiv sichere und robuste linke Außenverteidiger, der aber auch über ein gutes Aufbauspiel und gutes Flankenspiel verfügte, am 7. September 1968, einem Heimspiel gegen den MSV Duisburg (0:0), als er in der 74. Minute für Horst Berg eingewechselt wurde. In der Rückrunde, am 22. März 1969, bei einer 1:2-Auswärtsniederlage bei Borussia Dortmund, bestritt er sein erstes Bundesligaspiel über 90 Minuten. Jürgen Moll, eine jahrelange feste Größe im Eintrachtspiel, war tragischerweise durch einen Verkehrsunfall am 16. Dezember 1968 tödlich verunglückt. Am Rundenende 1968/69 war Franz Merkhoffer in 12 Spielen in der Bundesliga zum Einsatz gebracht worden und die Eintracht belegte den 4. Rang. Ab seinem zweiten Jahr, 1969/70, gehörte er in Folge über 15 Jahre immer der Stammelf der Blau-Gelben an, egal welcher Trainer die Lizenzspieler anleitete. Beginnend mit Helmuth Johannsen, fortgesetzt mit Otto Knefler, sportliche Höhepunkte unter Branko Zebec, Intermezzos von Werner Olk und Heinz Lucas, längere Zeit unter Uli Maslo und am Ende seiner Laufbahn sein ehemaliger Mitspieler und Zebec-Jünger, Aleksandar Ristić, konnten immer auf die Persönlichkeit und das Muster an Beständigkeit, bauen. In der Hinrunde seiner zweiten Bundesligasaison, 1969/70, wurde der Mann aus dem Landkreis Wolfenbüttel vom DFB in die Juniorennationalmannschaft U 23 berufen. Er spielte am 24. September 1969 beim Freundschaftsspiel in Bukarest gegen Rumänien als linker Außenverteidiger. Trotz namhafter Mannschaftskameraden in der Abwehr wie Torhüter Norbert Nigbur, Herward Koppenhöfer, Hans-Jürgen Hellfritz und Horst Blankenburg ging das Spiel 1:2 verloren.
Merkhoffer erlebte mit der Eintracht zwei Abstiege aus der Bundesliga: 1972/73 unter Trainer Knefler in die damals noch zweitklassige Fußball-Regionalliga Nord und 1979/80 unter den Trainern Heinz Lucas (bis 8. Oktober 1979) und Uli Maslo in die 2. Bundesliga Nord. Es folgte aber beide Male die umgehende Bundesligarückkehr: 1973/74 als hochüberlegener Regionalligameister mit 63:9 Punkten und 1980/81 als Vizemeister der 2. Bundesliga Gruppe Nord. Die Verteidigergröße lief in der Regionalliga in 36 Ligaspielen (1 Tor) und der anschließenden Aufstiegsrunde in allen acht Gruppenspielen an der Seite von Mitspielern wie Bernd Franke, Wolfgang Grzyb, Friedhelm Haebermann, Reiner Hollmann, Bernd Gersdorff, Wolfgang Dremmler, Hartmut Konschal, Ludwig Bründl, Eberhard Haun, Dietmar Erler und Allan Michaelsen auf. Die zweite Rückkehr erforderte nach der Vizemeisterschaft 1980/81 in der 2. Bundesliga – Merkhoffer war in 41 Ligaspielen mit vier Toren aktiv gewesen – den Umweg mit zwei Relegationsspielen gegen den Südvizemeister Kickers Offenbach. Am 5. Juni 1981 verlor Merkhoffer mit seinen Mannschaftskollegen das Hinspiel mit 0:1, setzte sich aber im Rückspiel am 10. Juni mit 2:0 durch und kehrte damit wieder in die Bundesliga zurück.
Neben den internationalen Einsätzen im UEFA-Pokal war die knapp verpasste Meisterschaft in der Saison 1976/77 unter Trainer Zebec sicherlich einer der sportlichen Höhepunkte in der langen Karriere von Franz Merkhoffer. Mit einem Punkt hinter Meister Borussia Mönchengladbach, punktgleich mit Vizemeister FC Schalke 04, belegte die Eintracht mit 43:25 Punkten und 56:38 Toren den 3. Rang. Merkhoffer hatte alle 34 Rundenspiele unter dem fordernden Zebec absolviert. Mit der von dem ehemaligen jugoslawischen Nationalspieler eingeführten Raumdeckung revolutionierte der eisenharte Konditions- und Taktik-Freund das Geschehen in der damaligen Bundesliga. Merkhoffer gehörte neben Torhüter Franke, Grzyb, Haebermann, Hollmann, Dieter Zembski, Dremmler, Karl-Heinz Handschuh, Aleksandar Ristić, Wolfgang Frank und Danilo Popivoda zum engen Kreis der Stammbesetzung. Die 0:1-Heimniederlage am 32. Rundenspieltag, den 7. Mai 1977 gegen Werder Bremen, konnten auch die zwei Abschlusserfolge gegen den 1. FC Kaiserslautern (3:1) und Rot-Weiss Essen (6:0) nicht mehr wettmachen. Das defensive Mönchengladbach in der Ära von Trainer Udo Lattek, erkämpfte sich mit einem 2:2 am Schlusstag beim FC Bayern München die Meisterschaft.
Insgesamt hatte er für die Eintracht von 1968 bis 1984 563 Pflichtspieleinsätze (30 Tore) in der Bundesliga, im DFB-Pokal, Regionalliga, BL-Aufstiegsrunde, 2. Bundesliga, Relegationsspiele und im UEFA-Pokal absolviert. Er ist Rekordspieler des Vereins, sowohl nach Zahl der Bundesligaspiele als auch der Punktspieleinsätze überhaupt.
1971 wurde Merkhoffer wegen seiner Beteiligung am Bundesliga-Skandal zu einer Geldstrafe in Höhe von 4400 DM verurteilt.

## Neben dem Platz
Sein erlernter Beruf ist Koch. Während seiner Zeit als Fußballer hatte er sich schon immer für Pferde sowie für den Reitsport interessiert. Neben seinem Haus in Rothemühle nördlich von Braunschweig züchtete er Pferde. Seine Leidenschaft für den Reitsport (und vielleicht auch seine robuste Leistung als Verteidiger) hat ihm beim Eintracht-Publikum den Beinamen „Pferde-Franz“ eingetragen. Nach seiner Karriere hatte er nichts mehr mit dem Fußball zu tun.